# La venganza (telenovela de 1983)
La venganza es una telenovela venezolana producida y emitida por Venevisión en el año 1983. Original de Julio César Mármol, fue protagonizada por Hilda Carrero y Eduardo Serrano.

## Trama
Iris Magdalena (Hilda Carrero) es una joven rica y atractiva que estudia en Europa. Estos estudios los debe interrumpir al recibir un telegrama de su madre donde le notifica la muerte de su padre Pasquale. Al reunirse con su madre, las noticias empeoran. La fortuna de su padre, quien vendió todos los bienes antes de morir, ha desaparecido por completo. Su madre no tiene la menor idea de dónde ha ido a desaparecer ese dinero. Además, Iris se entera de que su hermana menor ha muerto en un accidente. Según la madre de Iris, el accidente de su hermana Bélgica (Magaly Urbina), fue provocado, ya que los frenos y la dirección fueron manipulados. Gertrudis (Chela D'Gar), madre de Iris, acusa a Miguel Antonio Araujo (Eduardo Serrano), de haber matado a Bélgica, ya que en una estadía en Caracas, Miguel Antonio se enamoró en Bélgica y fue su novio. Miguel Antonio, que es muy celoso, manipuló los frenos y la dirección del carro de Bélgica al ver que ésta no iba a ser suya, ya que tenía otro novio. Gertrudis le dice a Iris, donde encontrar a Miguel Antonio, y ésta se va al pueblo para vengar la muerte de su hermana.

## Reparto
- Hilda Carrero ... Iris Magdalena Galarraga D'Santis
- Eduardo Serrano ... Miguel Antonio Araujo
- Martín Lantigua ... Mariano Vegas
- Mariela Alcalá ... Lilian
- Angélica Arenas ... Trinidad Araujo
- Corina Azopardo ... Estrella Cortez
- Chela D'Gar ... Gertrudis
- Esperanza Magaz ... Agustina
- Olga Castillo ... Anuncia
- Julio Jung .... Rodrigo
- Tony Rodríguez ... Pancho Araujo
- Cristina Reyes ... Corina Vegas
- Raúl Xiqués
- Reneé de Pallás ... Claudia
- Nury Flores ... Úrsula
- Manuel Escolano ... Jesús Enrique Galarraga
- Betty Ruth ... Toña
- Ramón Hinojosa..... padre Begnino
- Oscar Mendoza .... "Mateo"
- Carmencita Padrón
- Luis Aular
- Estelín Betancor ... Mariela Vegas
- Sandra Bruzón
- Luis Carmona
- Moises Correa
- Ernesto Cortez
- Miguel David Díaz
- Pedro Durán ... Care'muela
- Gerónimo Gómez
- Luis Malave
- Sabas Elías
- Hilda Moreno
- Manuel Poblete ..... Pedro Sarmiento
- Beatriz Rosat
- Luis José Santander
- Magaly Urbina ... Bélgica Galarraga D'Santis

## Curiosidades
- La venganza fue la sexta telenovela de nueve, protagonizadas por Hilda Carrero y Eduardo Serrano.
- Es de hacer notar que las telenovelas homónimas: La venganza de Televisa, La venganza de Canal 11 Televisión, y La venganza de Telemundo, no guardan ninguna relación con esta, porque están basadas en diferentes historias.